# Luftfahrtverein Mainz
Der Luftfahrtverein Mainz e.V. wurde im Jahre 1952 gegründet. Er zählt zurzeit ca. 500 Mitglieder, die sich auf die drei Fachgruppen Motorflug, Ultraleichtflug und Segelflug verteilen, er ist damit der größte Luftsportverein in Rheinland-Pfalz. In drei Fachgruppen wird bis zum Luftfahrerschein (JAR-FCL-PPL-A, LAPL-A, GPL und SPL) ausgebildet.

## Geschichte
Im Jahre 1909 begann der Mainzer Jacob Goedecker auf dem Gonsenheimer Sand mit seinen ersten Flugversuchen. 1911 war Anthony Fokker (der Gründer der Fokker Flugzeugwerke) als Werkpilot und Fluglehrer für die Goedecker Flugzeugwerke tätig. Der erste Mainzer Flugsportverein, der „Verein für Flugwesen Mainz“, Vorgänger des heutigen Luftfahrtvereins, wurde am 12. Juni 1911 ins Mainzer Vereinsregister eingetragen. Der Verein organisierte Flugveranstaltungen und Schauflüge auf dem Großen Sand vor 1914.
Der Segelflug nahm in Mainz 1927 mit der Gründung der „Interessengemeinschaft für Flugsport“
seinen Anfang. Der Flugbetrieb wurde u. a. auf dem Großen Sand, der Platte bei Wiesbaden und dem Flugplatz Mainz-Wiesbaden (Erbenheim) durchgeführt.
Im Jahre 1930 gab es bereits eine Damen-Segelfluggruppe Mainz-Wiesbaden, die ihr eigenes Segelflugzeug, eine Kassel 20 bauten und damit 1932 am 13. Rhönwettbewerb auf der Wasserkuppe teilnahmen.
Nach dem Krieg fanden sich bereits im Jahr 1950 flugbegeisterte Leute zusammen und fingen zunächst mit dem Modellflugzeugbau an, da jeglicher ziviler deutscher Luftverkehr nach dem Kriege durch die
Alliierten verboten war. Als dann wieder Segelflug zugelassen wurde, wurde 1951 der Aero Club Mainz im Kurfürstlichen Schloss gegründet, aus dem dann 1952 der Luftfahrtverein Mainz e.V. hervorging.
Mit dem Flugbetrieb wurde im September 1952 auf dem Flugplatz Mainz-Finthen zunächst mit dem Schulgleiter SG 38 und dem neu erworbenen Focke-Wulf Kranich III, einem Hochleistungsdoppelsitzer begonnen. Ein Jahr später kam der Doppelraab für die Anfängerschulung hinzu.
1953 taufte Oberbürgermeister Franz Stein den „Kranich III“ auf den Namen „Mainz“. Zum Saisonende 1953 waren bereits 3260 Starts durchgeführt worden. Dies war natürlich nur möglich geworden durch den unermüdlichen Einsatz der Mitglieder. In den Wintermonaten wurde in Eigenleistung die Olympia-Meise gebaut.
Als weitere Eigenbauten kamen 1957 eine Schleicher „Ka 3“ und 1960 eine Schleicher K 8b
zum Flugzeugpark hinzu.
Als erstes Motorflugzeug wurde 1966 eine Piper „J 3C“ mit 65 PS Leistung angeschafft, die später
durch eine wesentlich stärkere Piper „PA 12“ ersetzt wurde.
Heute besitzt der Verein 6 Motorflugzeuge, 6 Segelflugzeuge und 3 Ultraleichtflugzeuge.
Im Besitz von Vereinsmitgliedern befinden sich weitere (ca.) 60 Motorflugzeuge, mehrere Motorsegler und 15 Segelflugzeuge, die auf dem Flugplatz Mainz-Finthen stationiert sind.